# Katrine Robsøe
Katrine Robsøe, née le 21 juin 1991 à Aarhus (Danemark), est une femme politique danoise, membre du Radikale Venstre.

## Biographie
Katrine Robsøe suit des études en sciences politiques et obtient une licence à l'université d'Aarhus en 2015, puis une maîtrise à l'université de Copenhague en 2018. Après ses études, elle devient consultante en éducation pour Dansk Industri, la principale organisation patronale danoise.
Engagée au sein de Radikale Venstre, elle est élue députée au Folketing lors des élections législatives de juin 2019. Elle devient alors la porte-parole de son groupe parlementaire pour les questions de commerce et d'enseignement supérieur.
Le 7 octobre 2020, après que Morten Østergaard ait démissionné de son poste de leader de Radikale Venstre, elle soutient la candidature victorieuse de Sofie Carsten Nielsen lors du vote du groupe parlementaire pour élire son successeur. Quelques jours plus tard, elle révèle faire partie des trois femmes ayant déclaré s'être senties harcelées par Østergaard, un incident survenu en 2015 alors qu'elle était assistante étudiante au sein du parti.
Elle est réélue pour un second mandat lors des élections législatives anticipées du 1er novembre 2022. Après le scrutin, elle devient la présidente de la commission parlementaire sur l'enseignement supérieur et la recherche.